# CIC U Nantes Atlantique
CIC U Nantes Atlantique (UCI kód: UNA) je francouzský cyklistický UCI Continental tým, jenž vznikl v roce 1909. Do roku 2021 tým působil na první národní úrovni (DN1), ale před sezónou 2022 se stal profesionálním na úrovni UCI Continental.

## Soupiska týmu
K 1. lednu 2023
- Pierre Barbier (FRA) (* 25. září 1997)
- Enzo Boulet (FRA) (* 26. února 2003)
- Lucas Bourgoyne (USA) (* 7. dubna 2001)
- Enzo Briand (FRA) (* 8. května 2004)
- Léo Danès (FRA) (* 9. prosince 1996)
- Hubert Grygowski (POL) (* 5. ledna 2004)
- Maël Guégan (FRA) (* 19. ledna 1998)
- Noa Isidore (FRA) (* 17. září 2004)
- Jordan Jegat (FRA) (* 7. června 1999)
- Yaël Joalland (FRA) (* 20. září 2000)
- Nolann Mahoudo (FRA) (* 17. listopadu 2002)
- Emmanuel Morin (FRA) (* 13. března 1995)
- Rasmus Søjberg Pedersen (DEN) (* 9. července 2002)
- Robin Plamondon (CAN) (* 7. ledna 2000)